# Modisimus cavaticus
Modisimus cavaticus là một loài nhện trong họ Pholcidae. Loài này được phát hiện ở Puerto Rico.